# Дом-музей Бонапартов
Дом-музей Бонапартов (фр. Maison Bonaparte, корс. Casa Buonaparte) — родовой дом семьи Бонапартов на улице Сен-Шарль в Аяччо на острове Корсика. Дом почти непрерывно принадлежал членам семьи с 1682 по 1923 годы.

## История
Прапрадед Наполеона Бонапарта Джузеппе Буонапарте поселился в Casa Buonaparte в 1682 году. Первоначально дом был поделен между разными семьями; после того, как Джузеппе женился на Марии Колонна ди Боцци, которой принадлежала часть дома, он выкупил и все остальные части. Дом был расширен и переустроен Карло Буонапарте после его женитьбы на Летиции Рамолино. Кроме Жозефа Бонапарта, все остальные их дети родились в этом доме.
Спустя восемь лет после кончины Карло Буонапарте в 1785 году семья вошла в конфликт с националистическим лидером Корсики Паскуале Паоли и была вынуждена бежать на материковую часть Франции. Последователи Паоли ограбили и сожгли значительную часть дома. После прибытия адмирала Самуэля Худа, британские офицеры также размещались здесь на постой. Согласно легенде, здесь короткое время проживал Хадсон Лоу, охранявший Наполеона на Святой Елене, однако достоверных свидетельств этому нет.
После эвакуации британских войск с Корсики в 1797 году, семья Бонапартов вернулась в Casa Buonaparte и начала ремонт и переустройство дома на средства, предоставленные французской Директорией.
Покидая Корсику вновь в 1799 году после того, как Наполеон пришёл к власти, семья Бонапартов оставила дом на кормилицу Наполеона, Камиллу Илари (корс. Camilla Ilari). Наполеон позднее завещал дом кузену своей матери, Андре Рамолино, который взамен отдал свой дом Камилле. Позднее домом владели Мария, а затем Жозеф. В 1852 году дочь Жозефа Зенаида передала дом Наполеону III и императрице Евгении. Евгения расширила и обновила дом для празднования 100-летия со дня рождения Наполеона I. Позднее она передала дом Виктору Наполеону, который, в свою очередь, пожертвовал дом правительству Италии. В 1967 году дом был превращён в национальный музей.